# 直凉
直凉，是马来西亚彭亨州百乐县城镇和一个巫金，隶属于百乐县议会。直凉和文德甲相似，皆是县内主要的商业中心聚集地。

## 名称来源
直凉开埠约有110年，之所以称为是因为直凉附近有条名为「Sungai Triang」的河流，而马来文「Triang」或「Teriang」便由此而来，而直凉则纯粹是方言「Te Liang」的音译。由于直凉未有完整保存的历史
资料，故本报告以陈世震先生口述历史的方式来叙述直凉的历史。
根据《直凉人的故事》作者陈世震叙述，二三十年代的直凉只有一条河，华人乘船或骑象到此居住。1948年
的马来亚紧急状态使英殖民政府为了对付马来亚共产党于1949年，把郊外的华人聚集起来，用铁刺网隔离起来，监视居民的一举一动以阻断马共的食物供应来源。也因如此，直凉成为一个颇多华人的新村，约有2万人。

## 交通
直凉可通过从淡马鲁至金马士的联邦公路10号抵达。直凉也设有铁路车站直凉站，直凉站为东海岸铁路线的其中一站，往北可前往道北站，往南则可抵达金马士站并转乘至半岛西海岸的其他主要城市。

## 教育

### 小学
- 直凉华文小学（1校）（SJK (C) Triang 1）
- 直凉立德华文小学（2校）（SJK (C) Triang 2 1）
- 直凉国民小学（SK Triang）

### 国民型华文中学
- 直凉国民型华文中学（SMJK Triang）

## 政治
直凉属于百乐国会议席，该议席在马来西亚下议院的代表为来自国阵巫统的依斯迈沙比里。
同时，直凉属于以其名称命名的直凉州议席，该议席在彭亨州议会的代表为来自民主行动党的梁耀雯。